# Sloveens voetbalelftal in 2008
Het Sloveens voetbalelftal speelde in totaal negen interlands in het jaar 2008, waaronder vier wedstrijden in de kwalificatiereeks voor de WK-eindronde 2010 in Zuid-Afrika. De ploeg stond voor het tweede opeenvolgende jaar onder leiding van bondscoach Matjaž Kek. Op de FIFA-wereldranglijst steeg Slovenië in 2008 van de 81ste (januari 2008) naar de 57ste plaats (december 2008).

## Balans
| Wedstrijden | Wedstrijden | Wedstrijden | Wedstrijden | Doelpunten | Doelpunten | Doelpunten | Punten |
| Gespeeld    | Winst       | Gelijk      | Verlies     | Voor       | Tegen      | Saldo      | Punten |
| ----------- | ----------- | ----------- | ----------- | ---------- | ---------- | ---------- | ------ |
| 9           | 3           | 1           | 5           | 12         | 13         | –1         | 0.778  |

## Interlands
|                                                                 |                        |       |                                                   |                                                                                       |
| 6 februari Vriendschappelijk № 139 «onderlinge duels» 20:00 uur | Slovenië               | 1 – 2 | Denemarken                                        | Športni Park, Nova Gorica Toeschouwers: 1.500 Scheidsrechter: Thorsten Kinhöfer (GER) |
| 6 februari Vriendschappelijk № 139 «onderlinge duels» 20:00 uur | Milivoje Novakovič 38' |       | 31' (pen.) Jon Dahl Tomasson 63' Nicklas Bendtner | Športni Park, Nova Gorica Toeschouwers: 1.500 Scheidsrechter: Thorsten Kinhöfer (GER) |

|                                                               |           |                  |          |                                                                                 |
| 26 maart Vriendschappelijk № 140 «onderlinge duels» 18:00 uur | Hongarije | 0 – 1            | Slovenië | ZTA Arena, Zalaegerszeg Toeschouwers: 1.500 Scheidsrechter: Stefan Meßner (AUT) |
| 26 maart Vriendschappelijk № 140 «onderlinge duels» 18:00 uur |           | 59' Mirnes Šišić |          | ZTA Arena, Zalaegerszeg Toeschouwers: 1.500 Scheidsrechter: Stefan Meßner (AUT) |

|                                                             |                      |       |          |                                                                                   |
| 26 mei Vriendschappelijk № 141 «onderlinge duels» 20:00 uur | Zweden               | 1 – 0 | Slovenië | Ullevi Stadion, Göteborg Toeschouwers: 21.118 Scheidsrechter: Willie Collum (SCO) |
| 26 mei Vriendschappelijk № 141 «onderlinge duels» 20:00 uur | Tobias Linderoth 41' |       |          | Ullevi Stadion, Göteborg Toeschouwers: 21.118 Scheidsrechter: Willie Collum (SCO) |

|                                                                  |                                        |       |                                                          |                                                                                           |
| 20 augustus Vriendschappelijk № 142 «onderlinge duels» 20:45 uur | Slovenië                               | 2 – 3 | Kroatië                                                  | Stadion Ljudski Vrt, Maribor Toeschouwers: 11.100 Scheidsrechter: Claudio Circhetta (SUI) |
| 20 augustus Vriendschappelijk № 142 «onderlinge duels» 20:45 uur | Marko Šuler 4' Mirnes Šišić 55' (pen.) |       | 37' Ivan Rakitić 59' (pen.) Darijo Srna 64' Ivan Rakitić | Stadion Ljudski Vrt, Maribor Toeschouwers: 11.100 Scheidsrechter: Claudio Circhetta (SUI) |

|                                                                |                            |       |                  |                                                                                         |
| 6 september WK-kwalificatie № 143 «onderlinge duels» 17:00 uur | Polen                      | 1 – 1 | Slovenië         | Stadion Oporowska, Wrocław Toeschouwers: 8.400 Scheidsrechter: Kristinn Jakobsson (ISL) |
| 6 september WK-kwalificatie № 143 «onderlinge duels» 17:00 uur | Michał Żewłakow 17' (pen.) |       | 35' Zlatko Dedič | Stadion Oporowska, Wrocław Toeschouwers: 8.400 Scheidsrechter: Kristinn Jakobsson (ISL) |

|                                                                 |                                               |       |                    |                                                                                          |
| 10 september WK-kwalificatie № 144 «onderlinge duels» 20:45 uur | Slovenië                                      | 2 – 1 | Slowakije          | Stadion Ljudski Vrt, Maribor Toeschouwers: 9.900 Scheidsrechter: Svein Oddvar Moen (NOR) |
| 10 september WK-kwalificatie № 144 «onderlinge duels» 20:45 uur | Milivoje Novakovič 22' Milivoje Novakovič 82' |       | 83' Martin Jakubko | Stadion Ljudski Vrt, Maribor Toeschouwers: 9.900 Scheidsrechter: Svein Oddvar Moen (NOR) |

|                                                               |                                               |       |               |                                                                                           |
| 11 oktober WK-kwalificatie № 145 «onderlinge duels» 19:45 uur | Slovenië                                      | 2 – 0 | Noord-Ierland | Stadion Ljudski Vrt, Maribor Toeschouwers: 12.385 Scheidsrechter: Eduardo Iturralde (ESP) |
| 11 oktober WK-kwalificatie № 145 «onderlinge duels» 19:45 uur | Milivoje Novakovič 83' Zlatan Ljubijankič 84' |       |               | Stadion Ljudski Vrt, Maribor Toeschouwers: 12.385 Scheidsrechter: Eduardo Iturralde (ESP) |

|                                                               |                  |       |          |                                                                                           |
| 15 oktober WK-kwalificatie № 146 «onderlinge duels» 17:30 uur | Tsjechië         | 1 – 0 | Slovenië | Stadion Na Stínadlech, Teplice Toeschouwers: 15.220 Scheidsrechter: Martin Atkinson (ENG) |
| 15 oktober WK-kwalificatie № 146 «onderlinge duels» 17:30 uur | Libor Sionko 62' |       |          | Stadion Na Stínadlech, Teplice Toeschouwers: 15.220 Scheidsrechter: Martin Atkinson (ENG) |

|                                                                  |                                                                       |       |                                                                                   |                                                                                      |
| 19 november Vriendschappelijk № 147 «onderlinge duels» 20:15 uur | Slovenië                                                              | 3 – 4 | Bosnië en Her.                                                                    | Stadion Ljudski Vrt, Maribor Toeschouwers: 10.000 Scheidsrechter: Petteri Kari (FIN) |
| 19 november Vriendschappelijk № 147 «onderlinge duels» 20:15 uur | Robert Koren 27' Milivoje Novakovič 64' (pen.) Milivoje Novakovič 75' |       | 2' Vedad Ibišević 11' (pen.) Zvjezdan Misimović 53' Edin Džeko 62' Vedad Ibišević | Stadion Ljudski Vrt, Maribor Toeschouwers: 10.000 Scheidsrechter: Petteri Kari (FIN) |

## FIFA-wereldranglijst
| JAN | FEB | MAR | APR | MEI | JUN | JUL | AUG | SEP | OKT | NOV | DEC |
| --- | --- | --- | --- | --- | --- | --- | --- | --- | --- | --- | --- |
| 81  | 79  | 80  | 74  | 74  | 76  | 81  | 77  | 79  | 73  | 58  | 57  |

## Statistieken
| Samir Handanovič         | 1984-07-14 | Udinese Calcio       | 9 | 0 | 0 | 29 | 0  |
| Jasmin Handanovič        | 1978-01-28 | Mantova              | 0 | 1 | 0 | 1  | 0  |
| Verdediging              |            |                      |   |   |   |    |    |
| Mišo Brečko              | 1984-05-01 | 1. FC Köln           | 9 | 0 | 0 | 20 | 0  |
| Branko Ilić              | 1983-02-06 | Real Betis Sevilla   | 7 | 2 | 0 | 34 | 0  |
| Marko Šuler              | 1983-03-09 | KAA Gent             | 7 | 0 | 1 | 7  | 1  |
| Mitja Mörec              | 1983-02-21 | Slavia Sofia         | 6 | 0 | 0 | 13 | 1  |
| Boštjan Cesar            | 1982-07-09 | Grenoble Foot 38     | 5 | 1 | 0 | 31 | 2  |
| Bojan Jokić              | 1986-05-17 | FC Sochaux           | 4 | 1 | 0 | 22 | 0  |
| Luka Elsner              | 1982-08-02 | NK Domžale           | 0 | 1 | 0 | 1  | 0  |
| Aleš Kokot               | 1979-10-23 | SV Wehen             | 0 | 1 | 0 | 10 | 0  |
| Matej Mavrič             | 1979-01-29 | TuS Koblenz          | 0 | 1 | 0 | 28 | 1  |
| Middenveld               |            |                      |   |   |   |    |    |
| Mirnes Šišić             | 1981-08-08 | Rode Ster Belgrado   | 9 | 0 | 2 | 9  | 2  |
| Andraž Kirm              | 1984-09-06 | NK Domžale           | 9 | 0 | 0 | 15 | 0  |
| Robert Koren             | 1980-09-20 | West Bromwich Albion | 5 | 0 | 1 | 35 | 2  |
| Andrej Komac             | 1979-12-04 | Djurgårdens IF       | 5 | 0 | 0 | 35 | 0  |
| Anton Žlogar             | 1977-11-24 | Omonia Nicosia       | 4 | 2 | 0 | 33 | 1  |
| Valter Birsa             | 1986-08-07 | AJ Auxerre           | 2 | 5 | 0 | 24 | 0  |
| Dalibor Stevanovič       | 1984-09-27 | Vitesse Arnhem       | 2 | 1 | 0 | 10 | 0  |
| Amer Jukan               | 1978-11-28 | Interblock Ljubljana | 1 | 1 | 0 | 2  | 0  |
| Aleksandar Radosavljevič | 1979-04-25 | Tom Tomsk            | 1 | 1 | 0 | 3  | 0  |
| Darijan Matič            | 1983-05-28 | Interblock Ljubljana | 0 | 6 | 0 | 7  | 0  |
| Aleš Mejač               | 1983-03-18 | NK Maribor           | 0 | 2 | 0 | 2  | 0  |
| Zoran Željkovič          | 1980-05-09 | Interblock Ljubljana | 0 | 1 | 0 | 1  | 0  |
| Luka Žinko               | 1983-03-23 | Kocaelispor          | 0 | 1 | 0 | 3  | 0  |
| Aanval                   |            |                      |   |   |   |    |    |
| Milivoje Novakovič       | 1979-05-18 | 1. FC Köln           | 9 | 0 | 6 | 26 | 11 |
| Zlatko Dedič             | 1984-10-05 | Frosinone            | 5 | 1 | 1 | 12 | 1  |
| Zlatan Ljubijankič       | 1983-12-15 | KAA Gent             | 0 | 3 | 1 | 7  | 2  |
| Miran Burgič             | 1984-09-25 | AIK Solna            | 0 | 3 | 0 | 5  | 0  |
| Klemen Lavrič            | 1981-06-12 | Omiya Ardija         | 0 | 1 | 0 | 25 | 6  |
| Dejan Rusič              | 1982-12-05 | FC Timișoara         | 0 | 1 | 0 | 4  | 0  |

NZS · A-internationals · Bondscoaches · Selecties · Statistieken · Sloveens vrouwenelftal · Olympisch elftal · Slovenië U21 · Slovenië U20 · Slovenië U19 · Slovenië U18 · Slovenië U17 · Slovenië U16
1991 – 1999 ·
2000 – 2009 ·
2010 – 2019 ·
2020 − 2029
EK's: 1996 · 
2000 · 
2004 · 
2008 · 
2012 · 
2016 · 
2020 · 
2024
WK's: 1998 · 
2002 · 
2006 · 
2010 · 
2014 · 
2018 ·
2022
1991 · 
1992 · 
1993 · 
1994 · 
1995 · 
1996 · 
1997 · 
1998 · 
1999 · 
2000 · 
2001 · 
2002 · 
2003 · 
2004 · 
2005 · 
2006 · 
2007 · 
2008 · 
2009 · 
2010 · 
2011 · 
2012 · 
2013 · 
2014 · 
2015 · 
2016 · 
2017 · 
2018 ·
2019 ·
2020 ·
2021 ·
2022 ·
2023 ·
2024
Albanië ·
Algerije ·
Argentinië ·
Armenië ·
Australië ·
Azerbeidzjan ·
België ·
Bosnië en Herzegovina ·
Bulgarije ·
Canada ·
China ·
Colombia ·
Cyprus ·
Denemarken ·
Duitsland ·
Engeland ·
Estland ·
Faeröer ·
 Finland ·
Frankrijk ·
Georgië ·
Ghana ·
Gibraltar ·
Griekenland ·
Honduras ·
Hongarije ·
IJsland ·
Israël ·
Italië ·
Ivoorkust ·
Joegoslavië ·
Kazachstan ·
Kosovo ·
Kroatië ·
Letland ·
Litouwen ·
Luxemburg ·
Malta ·
Mexico ·
Moldavië ·
Montenegro ·
Nederland ·
Nieuw-Zeeland ·
Noord-Ierland ·
Noord-Macedonië ·
Noorwegen ·
Oekraïne ·
Oman ·
Oostenrijk ·
Paraguay ·
Polen ·
Portugal ·
Qatar ·
Roemenië ·
Rusland ·
San Marino ·
Saoedi-Arabië ·
Schotland ·
Servië ·
Servië en Montenegro ·
Slowakije ·
Spanje ·
Trinidad en Tobago ·
Tsjechië ·
Tunesië ·
Turkije · 
Uruguay ·
Verenigde Arabische Emiraten ·
Verenigde Staten ·
Wales ·
Wit-Rusland ·
Zuid-Afrika ·
Zweden ·
Zwitserland
Algerije (2010) · 
Engeland (2010) · 
Paraguay (2002) · 
Spanje (2002) · 
Verenigde Staten (2010) · 
Zuid-Afrika (2002)